# Telmatoscopus pruinosus
Telmatoscopus pruinosus és una espècie d'insecte dípter pertanyent a la família dels psicòdids que es troba a Austràlia: Victòria i el Territori de la Capital Australiana.